# Неплюев, Николай Иванович (1825)
Николай Иванович Неплюев (30 октября (11 ноября) 1825, Санкт-Петербург— 17 (29) января 1890, Черниговская губерния) — тайный советник из рода Неплюевых.
Старший сын И. И. Неплюева. Крещён был в церкви Мраморного дворца, крестник жены Ф. В. Самарина. Воспитывался в Швейцарии, затем в Школе гвардейских подпрапорщиков; в службе — с 2 августа 1843 года. С 1845 года служил в лейб-гвардии Драгунском и Конно-гренадерском полках.
В 1863 году был избран глуховским уездным предводителем дворянства; в 1872—1890 годах состоял черниговским губернским предводителем дворянства. По словам А. А. Половцова, в Чернигове Неплюев занимал единственный роскошный в городе дом, принадлежавший дворянству. Считался реакционером, стоял во главе консервативной партии и постоянно боролся с политикой Линдфорса и Петрункевичем. Выражая при этом весьма определенно и неизменно свой образ мыслей, он пользовался если не сочувствием, то уважением даже своих оппонентов.

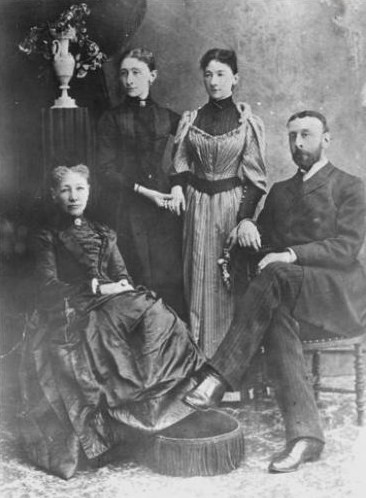
Александра Николаевна Неплюева с детьми

После смерти отца получил в наследство поддубский майорат (6000 десятин земли и местечко Ямполь (30000 десятин); после смерти матери, баронессы Берты Васильевны (урожд. Дибич) — имение в Пикардии.
Был награждён орденами: орденом Св. Владимира 2-й и 3-й ст., Св. Анны 2-й ст. с императорской короной (1871), Св. Станислава 2-й ст. с императорской короной (1868). С 8 сентября 1878 года — действительный статский советник.
Скончался в 1890 году от апоплексического удара, похоронен в своём имении Ямполь.

## Семья
Жена (с 23.4.1849) — баронесса Александра Николаевна Шлиппенбах (17.7.1827—1917), потомок шведского полководца Вольдемара Шлиппинбаха, ставшего сподвижником Петра I. У них было трое детей:
- Николай (11.9.1851—1908), основатель Крестовоздвиженского православного трудового братства.
- Мария (24.5.1853—1931), с 16 октября 1874 года была замужем за действительным статским советником, бывшим новозыбковским уездным предводителем дворянства Михаилом Михайловичем Уманецом (ум. 24.10.1888).
- Ольга (14.10.1859—1944)